# George Meyer (football)
Pour le producteur de télévision et scénariste américain, voir George Meyer.
George Meyer, né en 1923 à Chicago, est un joueur et entraîneur de soccer américain.

## Biographie
George Meyer est joueur au Schwaben de Chicago, comme défenseur, avant d'en devenir l'entraîneur. Il y reste treize ans. 
Il est sélectionneur à deux reprises de l'équipe des États-Unis de soccer, en 1957 puis de nouveau en 1965. Il est également sélectionneur de l'équipe olympique des États-Unis durant la phase de qualifications pour les Jeux olympiques 1964 se tenant à Tokyo au Japon, mais il échoue à la suite d'une défaite face au Suriname.
Quelques années plus tard, en 1968, il entraîne les Chicago Mustangs qui entrent alors dans la nouvelle ligue nord-américaine, la North American Soccer League. Il termine deuxième de la division Lakes Division et ne qualifie pas son équipe pour la phase de playoffs. 
En 1971, il prend les rênes des St. Louis Stars (en) qui évoluent également en NASL et finit la saison en quatrième et dernière place de la Southern Division. En 1976, il connaît une dernière expérience d'entraîneur avec les Chicago Cats (en), en American Soccer League.